# ウコバク

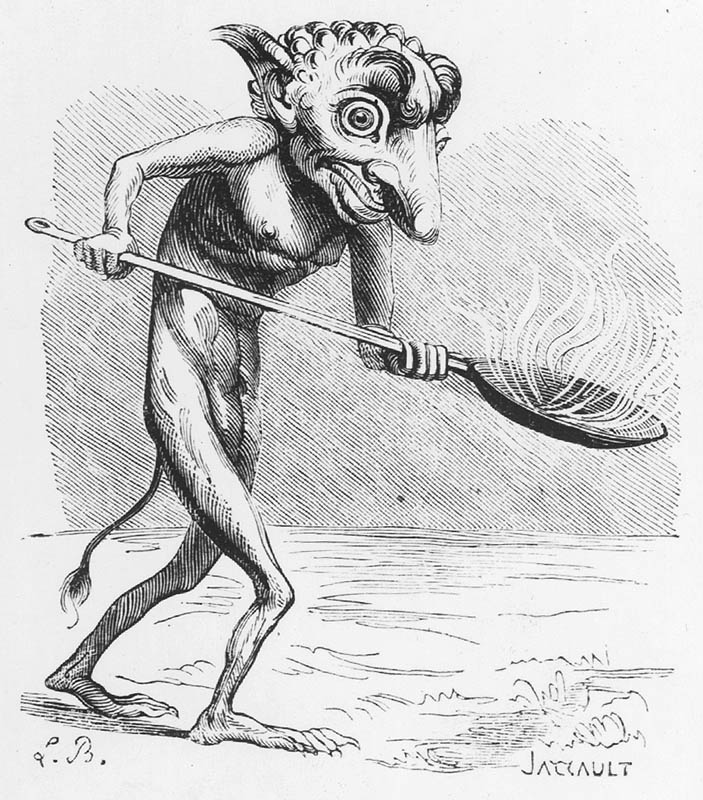
コラン・ド・プランシー著『地獄の辞典』におけるウコバクの挿絵

ウコバク（Ukobach）は、コラン・ド・プランシー著『地獄の辞典』に登場する悪魔の名前である。日本語では他にユコバック、ウコバチとも表記される。
ベルゼブブの配下にある下級の悪魔とされる。ベルゼブブの命により、地獄の釜の炎が絶えないように油を注ぎ続ける役目を受け持つ。また、花火と揚げ物を発明したという。
プランシーによる本文の解説では「灼熱した体で現れる」とされているが、『地獄の辞典』第6版で追加されたルイ・ル・ブルトンによる挿絵では、大きな頭に細い牛のような尾を持ち、手に燃え盛るフライパンのようなものを持った姿で描かれている。この挿絵が通俗的な悪魔学の文献で繰り返し使用された結果、ウコバクの名が広く知られるようになった。